# Simeon Daniel
Simeon Daniel, né le 22 août 1934 à Niévès et mort le 27 mai 2012 à Niévès, est un homme politique christophien. Il est le premier à avoir exercé la fonction de Premier ministre de Niévès, de 1983 à 1992, dirigeant le gouvernement autonome de l'île au sein de la Fédération de Saint-Christophe-et-Niévès.

## Biographie
Avocat, formé à Londres, il est membre fondateur du Parti réformateur de Niévès en 1970. Il est élu député à l'Assemblée nationale en 1975, et réélu en 1980, date à laquelle il est nommé ministre des Finances. Lorsque Saint-Christophe-et-Niévès obtient son indépendance vis-à-vis du Royaume-Uni et se constitue en fédération, il prend la tête du gouvernement de Niévès. Il fonde le lycée de Niévès en 1980 et la Banque de Niévès en 1985. Il prend sa retraite politique en 1992, et meurt à son domicile le 27 mai 2012 « après une longue bataille contre le cancer ».